# Svanö
Svanö (även Svanöbruk) är en tidigare småort i Gudmundrå socken i Kramfors kommun. Det är också en ö i Ångermanälven, vilken 1982 fick vägförbindelse till Sandö, och därmed genom Sandöbron med fastlandet. 2015 ändrade SCB definitionen av småorter, varvid Svanö inte längre visade sig uppfyllde kraven för att avgränsa en småort.

## Historia
Tidigare gick det en färja till ön över Svanösundet. På ön har det funnits både ett sågverk och en sulfitfabrik. Industriepoken varade från 1867–1966 då sulfitfabriken lades ned.

### Befolkningsutveckling
| Befolkningsutvecklingen i Svanö 1950–2010                               | Befolkningsutvecklingen i Svanö 1950–2010 | Befolkningsutvecklingen i Svanö 1950–2010 | Befolkningsutvecklingen i Svanö 1950–2010 | Befolkningsutvecklingen i Svanö 1950–2010 |
| ----------------------------------------------------------------------- | ----------------------------------------- | ----------------------------------------- | ----------------------------------------- | ----------------------------------------- |
|                                                                         |                                           |                                           |                                           |                                           |
| År                                                                      |                                           |                                           | Folkmängd                                 | Areal (ha)                                |
| 1950                                                                    | 1950                                      |                                           | 688                                       |                                           |
| 1960                                                                    | 1960                                      |                                           | 558                                       |                                           |
| 1965                                                                    | 1965                                      |                                           | 476                                       |                                           |
| 1970                                                                    | 1970                                      |                                           | 312                                       |                                           |
| 1975                                                                    | 1975                                      |                                           | 269                                       |                                           |
| 1990                                                                    | 1990                                      |                                           | 157                                       | 16#                                       |
| 1995                                                                    | 1995                                      |                                           | 142                                       | 58#                                       |
| 2000                                                                    | 2000                                      |                                           | 65                                        | 57#                                       |
| 2005                                                                    | 2005                                      |                                           | 76                                        | 57#                                       |
| 2010                                                                    | 2010                                      |                                           | 73                                        | 56#                                       |
| Anm.: Upphörde som tätort 1980. Upphörde som småort 2015. # Som småort. |                                           |                                           |                                           |                                           |

## Samhället
På Svanö finns några små företag, två behandlingshem, båthamn, tennisbana, bagarstuga, elljusspår och ett Folkets Hus. 
Folkets hus har funnits där sedan 1907 när Svanö Arbetares förening köpte byggnaden.